# Pfatter
Pfatter là một đô thị ở huyện Regensburg bang Bayern, Đức.